# X (album, Kylie Minogue)
X je desáté studiové album australské zpěvačky Kylie Minogue. Předcházel mu singl 2 Hearts a celosvětově vydáno bylo v listopadu 2007. Americká edice X se uskutečnila v dubnu 2008.

## Seznam skladeb
1. "2 Hearts" – 2:52
2. "Like a Drug" – 3:16
3. "In My Arms" – 3:32
4. "Speakerphone" – 3:54
5. "Sensitized" – 3:55
6. "Heart Beat Rock" – 3:19
7. "The One" – 4:05
8. "No More Rain" – 4:02
9. "All I See" – 3:03
10. "Stars" – 3:42
11. "Wow" – 3:12
12. "Nu-di-ty" – 3:02
13. "Cosmic" – 3:08